# 巴萊亞湖
45°36′07″N 24°37′01″E / 45.602°N 24.617°E
巴萊亞湖（羅馬尼亞語：Lacul Bâlea）是羅馬尼亞的冰川湖，位於弗格拉什山脈，距離錫比烏77公里，海拔高度2,034米，長0.4公里、寬0.2公里，面積0.05平方公里，海拔高度2,034米，平均水深11米。

## 外部連結
- Bâlea Lake - Aerial photos by Pilot Adrian Sociu
- Bâlea Lake. Images from Făgăraș Mountains （页面存档备份，存于）
- Pictures from Bâlea Lake （页面存档备份，存于）
- 360 panoramic view, Bâlea Lake （页面存档备份，存于）
- Ice hotel at Bâlea Lake （页面存档备份，存于）
- Webcam Bâlea-Lake （页面存档备份，存于）